# چائویانگوسور
چائویانگوسور (نام علمی: Chaoyangsaurus) نام یک گونه از راسته پرنده‌کفلان است.